# Tudor-Domäne
Eine Tudor-Domäne ist eine konservierte Proteindomäne, die ursprünglich als eine 50 Aminosäuren lange Region im Tudor-Protein von Drosophila identifiziert wurde. Die entsprechende, strukturell charakterisierte Tudor-Domäne im humanen SMN-Protein (SMN = survival of motor neuron) besteht aus 5 antiparallelen β-Faltblättern mit einer fassähnlichen ("barrel-like") Faltung. Diese Domäne erkennt symmetrisch methyliertes Arginin.
Die Proteine TP53BP1 (Tumor suppressor p53-binding protein 1) und sein Homolog in der Spalthefe Crb2 und JMJD2A (Jumonji domain containing 2A) enthalten entweder Tandem- oder Doppel-Tudor-Domänen und erkennen methylierte Histone.
Es wurde auch gefunden, dass Tudor-Domänen in der RNA-Bindung eine Rolle spielen. Die strukturelle Basis der Ligandenbindung ist noch nicht verstanden. Weitere Tudor-Domänen-Proteine sind AKAP1 (A-kinase anchor protein 1) und ARID4A (AT rich interactive domain 4A) und andere.